# Рижская (станция метро, Большая кольцевая линия)
«Ри́жская» — станция Московского метрополитена на Большой кольцевой линии. Связана пересадкой с одноимённой станцией на Калужско-Рижской линии. Расположена на границе района Марьина Роща (СВАО) и Мещанского района (ЦАО). Открыта 1 марта 2023 года в составе участка «Электрозаводская» — «Савёловская» во время церемонии полного замыкания Большой кольцевой линии. Пилонная трёхсводчатая станция глубокого заложения с одной островной платформой.

## Название
Своё название станция получила по соседней одноимённой станции Калужско-Рижской линии и по Рижскому вокзалу, близ которого расположены обе станции. 8 апреля 2015 года будущая станция была переименована постановлением Правительства Москвы в «Ржевскую» — по находящейся рядом одноимённой железнодорожной платформе, а 5 ноября 2019 года ей было возвращено старое название.

## Расположение и вестибюли
Станция расположена на территории Мещанского района и района Марьина Роща, возле Крестовского путепровода и Рижской площади. Это ближайшая к Московскому Кремлю станция Большой кольцевой линии и одна из двух, наряду со станцией «Электрозаводская», которая расположена в ЦАО Москвы. Строительство велось на территории, которую занимал Рижский радиорынок. Станция образует пересадочный узел со станцией «Рижская» Калужско-Рижской линии.

На станции сооружён один вестибюль с выходами к железнодорожным платформам, проспекту Мира, Рижскому вокзалу, остановкам наземного транспорта, жилой и общественной застройке. Продолжается строительство второго вестибюля, выход которого расположится на пересечении проспекта Мира и Водопроводного переулка.
| - Вход в сквере на Рижской площади 1 марта 2023 года - Вестибюль 1 марта 2023 года - Эскалаторный наклон 1 марта 2023 года - Переход на Калужско-Рижскую линию 1 марта 2023 года |

## Наземный общественный транспорт
На этой станции можно пересесть на следующие маршруты городского пассажирского транспорта:
- Автобусы: м2, м9, 33, 265, 418, с510, 519, 539, с585, 604, 714, 778, 903, т42, н9

## Архитектура и оформление
Пилонная трёхсводчатая станция глубокого заложения с островной платформой.
Архитектурный облик станции был выбран в ходе голосования на портале «Активный гражданин», итоги подведены 13 июня 2017 года. Основным элементом оформления станции является повторяющаяся в дизайне арка, реализующая концепцию «портал в город». Проект станции разработан бюро Blank ARCHITECTS (Россия).
| - Распределительный зал март 2023 года - Название станции март 2023 года - Рекламный экран март 2023 года - Холл эскалатора март 2023 года |

## Строительство
Строительством управляет инжиниринговый холдинг «Мосинжпроект» — оператор программы развития московского метро.
- 2013 год. К работе привлекли нового генпроектировщика — испанскую фирму «Бустрен», станция перепроектируется под «испанский» вариант с береговыми платформами[14].
- 2016 год. Принято решение об очередном изменении проекта, теперь — на глубокое заложение[14].
- 2017 год. Начато сооружение котлована для монтажа ТПМК[15] и бетонирование основания для монтажа стволопроходческого механизированного комплекса[7].
- 20 июля 2017 года. Началось строительство перехода на станцию «Рижская» Калужско-Рижской линии[16].
- 20 февраля 2018 года. Началась проходка второго вертикального ствола на стройплощадке станции[17].
- 9 апреля 2018 года. Началось строительство вестибюля станции[18].
- 19 сентября 2018 года. Началась подготовка двух ТПМК для проходки тоннелей от станции «Рижская» до станции «Савёловская». Старт проходки намечен на начало 2019 года[19].
- 18 декабря 2018 года. Началась проходка правого перегонного тоннеля от станции «Рижская» до станции «Савёловская»[20].
- 11 марта 2019 года. Началась проходка наклонного хода на станции. Предстоит пройти около 118,5 метров[21].
- 14 сентября 2020 года. Щит «Инна» закончил проходку[22].
- 30 сентября 2020 года. Щит Herrenknecht S-755 «Татьяна» вышел в монтажную камеру[23][24].
- 27 октября 2021 года. Начат монтаж эскалаторов: эта работа займёт полгода[25].
- 19 ноября 2021 года. Начались архитектурно-отделочные работы в вестибюле станции[26].
- 26 января 2022 года. Началось сооружение пассажирской платформы[27].
- 12 февраля 2022 года. Начался монтаж декоративных панелей[28][29][30].
- 12 апреля 2022 года. Началось изготовление главного архитектурного элемента станции — металлических арок[31][32].
- 30 августа 2022 года. Завершилось подключение станции к электросети[33].
- 7 октября 2022 года. Завершилась установка 16 металлических арок[34].
- 11 октября 2022 года. В вестибюле станции завершилась установка турникетов[35][36].
- 30 ноября 2022 года. Состоялся технический запуск участка «Сокольники» — «Марьина Роща»[37].

| - Выход проходческого щита на станции, сентябрь 2020 года - Строительство станции, сентябрь 2020 года - Строительство станции, сентябрь 2020 года - Строительная площадка, сентябрь 2020 года |